# بفورالین
بفورالین (به انگلیسی: Befuraline) (DIV-154) یک داروی سایکو اکتیو است که از نظر شیمیایی عضو دسته پیپرازین‌ها محسوب می‌شود. این ماده در دهه ۱۹۷۰ میلادی در آلمان توسعه یافت. بفرالین دارای اثرات محرک و ضد افسردگی است و در آلمان و فرانسه موارد محدودی از استفاده آن مشاهده شده‌است، اگرچه هرگز به‌طور گسترده مورد استفاده قرار نگرفته‌است.